# Nokia 7650

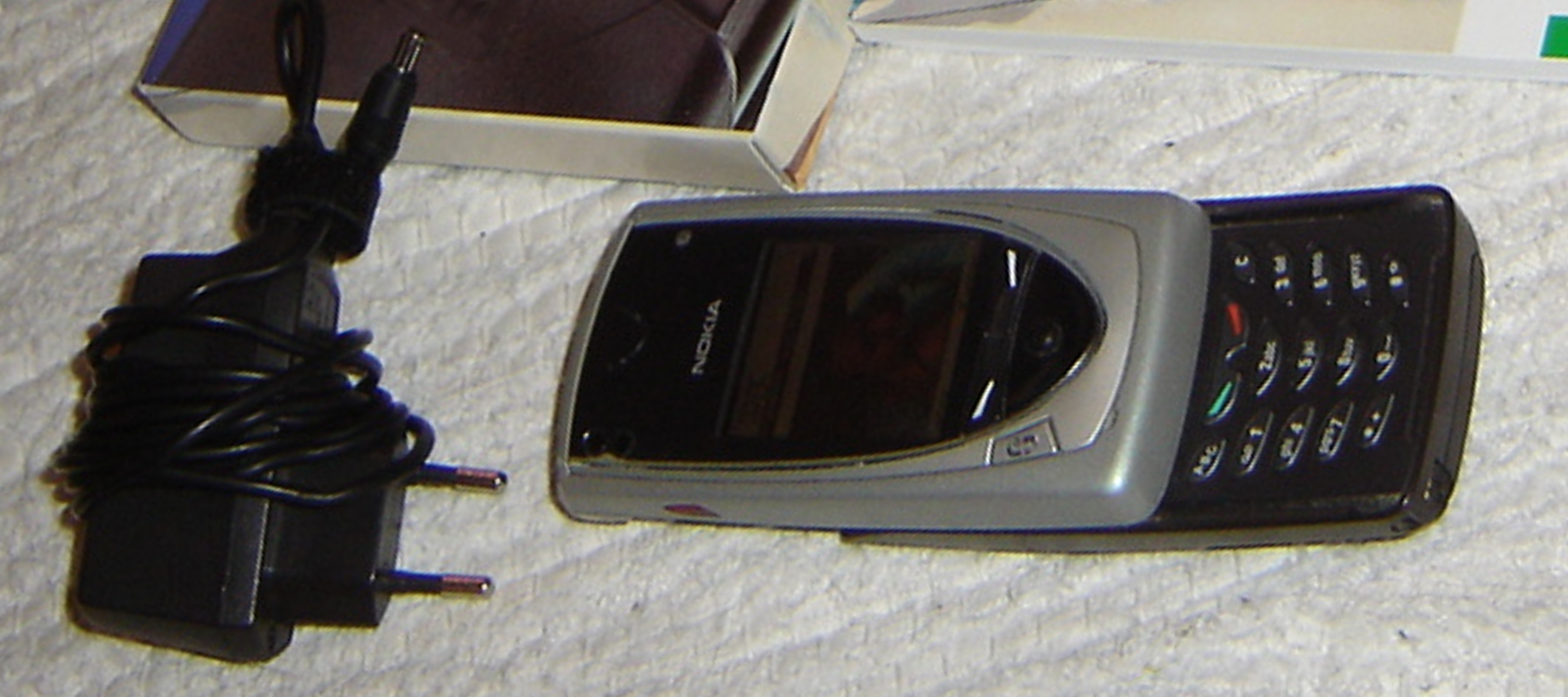
Nokia 7650 inklusive Ladegerät

Das Nokia 7650 des finnischen Herstellers Nokia war eines der ersten Multimedia-Mobiltelefone mit integrierter Digitalkamera. Es war das erste Mobiltelefon der 2.5 GSM-Generation, das auf Symbian OS basiert. Das 7650 wurde im dritten Quartal im Jahre 2002 eingeführt und kostete laut Hersteller 560 Euro.

## Ausstattung
Das Objektiv der Kamera befindet sich an der Geräterückseite und wird freigelegt, wenn der Nutzer die Tastatur unter dem Display herauszieht. Das Fotohandy hat zwar schon Datenübertragung mit Bluetooth integriert, jedoch nur in Version 1.0, deswegen arbeitet das 7650 nicht mit Bluetooth-Headsets zusammen.

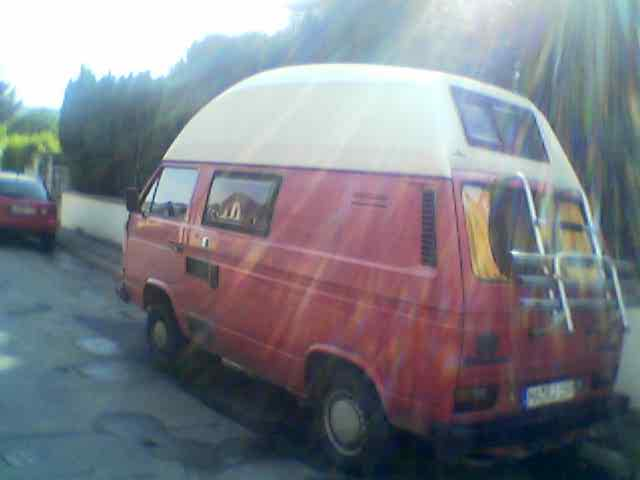
Beispielfoto mit 640 × 480 Pixel, aufgenommen mit einem Nokia 7650

Da es keine Speichererweiterung gibt, können nur sehr begrenzt Fotoaufnahmen gespeichert werden. Wenn der Speicher (ca. 3,6 Megabyte) leer ist, kann das 7650 nicht mehr als 100 Fotos mit VGA-Auflösung speichern. Die integrierte Digitalkamera macht Fotos mit maximal 640 × 480 Bildpunkten bei mehr als 16 Millionen Farben (24 Bit Farbtiefe). Jedoch ist kein Zoom oder Blitz am Gerät integriert und Aufnahmen bei geringer Helligkeit weisen ein starkes Farbrauschen auf. Verzerrungen bei Aufnahmen aus geringer Distanz oder sich bewegenden Objekten treten ebenso auf.
Mit 154 Gramm ist das Gerät im Vergleich zu anderen Handys schwer. Es misst 114 × 56 × 26 Millimeter mit eingeschobener Tastatur. Das Farb-Display hat eine Auflösung von 176 × 208 Pixel mit 4096 Farben. Im Vergleich zu aktuellen Geräten besitzt das 7650 mit etwa zwei Stunden Gesprächszeit eine geringe Akkulaufzeit.
Aufgrund seiner Ausstattung als Electronic Organizer beworben galt das Handy zu seiner Markteinführung zu den Spitzenmodellen unter den Mobilfunkgeräten. Das Adressbuch kann eine Vielzahl unterschiedlicher Angaben zu jedem Kontakt speichern. Die Anzahl der Einträge ist nur durch den Speicher begrenzt. Bis zu 500 Kontakte können gespeichert werden.
Das 7650 ist mit MMS- und E-Mail-Client, Organizer und SyncML, HSCSD und GPRS, Bluetooth und Infrarot-Unterstützung ausgestattet. Java- und EPOC-Programme und mehrstimmige Klingeltöne im MIDI-Format sowie Musikdateien im .wav- und .amr-Format sind mit dem Smartphone abspielbar.

## Technische Daten
| Kenngröße         | Daten                                       |
| ----------------- | ------------------------------------------- |
| Funknetz          | GSM Dualband 900/1800 MHz                   |
| Maße              | 114 mm × 56 mm × 26 mm                      |
| Gewicht           | 154 g                                       |
| Display-Auflösung | 176 × 208 Pixel                             |
| Display-Farbtiefe | 4096 Farben                                 |
| Akkulaufzeit      | 200 h                                       |
| Betriebssystem    | Symbian OS mit Series 60 Benutzeroberfläche |
| GPRS              | Class 10 (2 Tx / 4 Rx)                      |
| Schnittstellen    | Bluetooth, IrDA                             |
| Besonderheiten    | VGA-Kamera                                  |